# جاكي جونسون (منافسة ألعاب القوى)
جاكي جونسون (بالإنجليزية: Jackie Johnson)‏ هي منافسة ألعاب القوى أمريكية، ولدت في 8 سبتمبر 1984 في سان خوسيه في الولايات المتحدة.

## وصلات خارجية
- جاكي جونسون على موقع الاتحاد الدولي لألعاب القوى (الإنجليزية)
- جاكي جونسون على موقع أوليمبيديا (الإنجليزية)
- جاكي جونسون على موقع اللجنة الأولمبية والبارالمبية الأمريكية (الإنجليزية)